# Hendersonia shahvarica
Hendersonia shahvarica är en svampart som beskrevs av Petr. 1949. Hendersonia shahvarica ingår i släktet Hendersonia och familjen Phaeosphaeriaceae.   Inga underarter finns listade i Catalogue of Life.